# Никишов, Андрей Николаевич
Андре́й Никола́евич Никишо́в (родился 21 июля 1969 года) — казахстанский политик, аким Кокшетау в 2007—2008 годах. По состоянию на 2019 год — в местах лишения свободы.

## Биография
Чуваш по национальности. Окончил Целиноградский сельскохозяйственный институт в 1992 году (врач-ветеринар) и Карагандинский экономический университет в 2007 году (бакалавр государственного управления). Кандидат ветеринарных наук, диссертация «Изыскание новых лекарственных веществ для профилактики гинекологических болезней коров в условиях Северного Казахстана».
Начинал работу как ветеринарный санитар кооперативного научно-производственного объединения «Прима» (Целиноград). Далее работал заместителем начальника Целиноградской районной ветеринарной станции, специалистом Комитета ветеринарии Акмолинской области и в Управлении ветеринарного надзора Акмолинской области. С октября 1999 по апрель 2002 года — начальник отдела Акмолинского областного территориального управления Министерства сельского хозяйства Республики Казахстан, главный ветеринарный инспектор области.
С марта 2004 по сентябрь 2007 года пребывал на должности акима Егиндыкольского района Акмолинской области, со 2 сентября 2007 по март 2008 года — аким города Кокшетау, с марта 2008 по август 2012 года — аким Степногорска. Активно занимался предпринимательской деятельностью. С 19 июня 2014 — аким Атбасарского района Акмолинской области.

### Преследование
В августе 2017 году Андрей Никишов был изобличён в систематическом получении взяток и задержан сотрудниками Национального бюро по противодействию коррупции. В сентябре 2018 года Андрею Никишову был вынесен приговор — 10 лет лишения свободы. Освободился по амнистии.

## Награды
Награждён орденом «Курмет», Почётной Грамотой Республики Казахстан и юбилейными медалями.